# 安全+第一 大知マン
安全+第一 大知マン（あんぜんだいいちだいちマン）は、沖縄テレビで2020年1月25日から3月28日まで放送された特撮番組および、沖縄県内で展開されているヒーローの名称。シーズン2は2021年10月23日放送開始。キャッチコピーはシーズン1が「建築には、ドラマがある。」、シーズン2 は「建築のドラマは、終わらない。」
シーズン1、2共にYouTubeでも全話配信する。シーズン3は、これまでの10話構成から12話構成に拡大。2024年1月13日放送開始。

## 概要
元々は沖縄県宜野湾市にある総合建設業・大知建設が2011年 - 2012年頃に同社の広告用として作ったキャラクターであり、その後同社の軟式野球チームのユニホーム姿で実写化し、会社のテレビCM出演もしている。その後、テレビドラマ特撮に携わるスーツアクターの翁長大輔が大知マンを務めることとなり、社のPRだけでなく、地域の要請を受けて保育園を訪れるなどして認知が広がっていった。その後、大知建設の代表と翁長が「ドラマ化したらどうか」と話したことがきっかけとなり、「大知マン」が正式にドラマ化した。
大知建設の完成見学会にはCMと同じく翁長や知花が旧大知マンもしくは大知マンとして登場する。CMには大知建設がオフィシャルスポンサーを務めている闘牛戦士ワイドーも登場。
2021年11月20日沖縄アリーナで開催されたRIZIN.32にて勝利者賞の授与のため宮城とともに大知マン、シュタールが登場した。
大知建設企画の「確定申告・相続税セミナー」ではTEAM SPOT JUMBLEのメンバーとともに大知マンも登場する。

### 制作
- スタッフクレジットは同じ人物が何度も記載されている。建広役の翁長は主演だけでなくプロデューサー、アクション監督、美術、テレビ局へのテープの納品など何役もこなす。
- 監督・脚本・演出の川端は大知マンのスーツデザインも手掛けており[注釈 2]、番組のキャッチコピーやCDジャケットのデザインも川端によるものである。編集の辺土名は次回予告のナレーションも兼任。川端と辺土名は共にシーズン1、2のEDテーマも手掛けている。
- CGは平良がほぼ一人で担当。自らCGカットを増やす提案をするため、逆にプロデューサーから「こんなにやらんでいいですよ」と言われてしまう[10]。
- 敵役の「ランドゼイラ」として沖縄の特撮番組等に出演経験のあるキャストが多数出演しており、役名にもこれまで演じたキャラクター名が反映されている[11]。
- 作中登場する遮熱の大知の建物は実際の大知建設の社屋を使用している。また、シーズン1第5話に登場した社長役とシーズン2第7話に登場した社長祖父役を演じたのは大知建設代表取締役社長の宮城である。
- 第3の基地とシーズン1最終話の病室のセットはネクストヒーローズ沖縄の事務所内に作られている[12]。
- シーズン2第1話に登場するグッズの在庫の山は実際の大知マングッズのリアルな在庫を使用した[13]。
- シーズン2第5話の力也のリモート会議の場所も同事務所内だが、撮影したのはオキナワンヒーローズオンラインファンミーティング『DAICHI MAN PARTY』配信当日の10月24日だった[14]。
- 客演として『怪人開発部の黒井津さん』に登場している。

## あらすじ
建設会社「遮熱の大知」に就職した立屋涼。入社初日に第三企画営業部に配属されるが、そこは本社ビルから離れたアパートにある小さな部署だった。メンバーはたったの2人で、仕事をあまりやらない大知建広と、妊娠中の原向麗子。第三企画営業部の業務は、イベントや地鎮祭の手伝いをすることだけで、入社前に抱いていた夢と現実の差に失望した涼だったが、帰宅途中、手から炎を出す怪しい男に襲われる。その時、彼女を救ったのは、パワードスーツに身を包んだ謎の人物だった。「ヒーロー！」と思わず心の中で叫んだ涼は、ドがつくほどのヒーローオタク。彼らは一体何者なのか？涼は震えながらも興奮していた……

## 登場人物
＜＞内はキャラクター名の由来

### 第三企画営業部
大知 建広（） / 大知マン
演 / 声 - 翁長大輔
スーツアクター - 知花輝
遮熱の大知　第三企画営業部。35歳。普段は仕事をしないくせに、就業時間に人一倍うるさい。大知パワードスーツを唯一着こなすことができる。通称「大ちゃん」。元卓球部であり元バレー部。
＜建設会社のヒーロー → 建ヒーロー → 建広＞
立屋 涼（）
演 - 松川りほ
遮熱の大知の新入社員。23歳。妊娠中の麗子の代わりとして第三企画営業部に配属。自他ともに認めるヒーローオタク。シーズン1では宜保に「選ばれし者」と呼ばれる。シーズン2では第二企画営業部に異動させられる。
＜遮熱 → 建てる家が涼しい → 立屋 涼＞
原向 麗子（）（シーズン3ではファスビンダー麗子）
演 - 崎山一葉
遮熱の大知　第三企画営業部。35歳。沖縄の土地に関する全ての情報が集まる、中枢コンピューターを管理する。建広に新たな任務の指令を出す。シーズン1では妊娠していた。
＜妊娠中という設定から、孕む → 原向＞
津波 信一（）
演 - 津波信一
大知パワードスーツを開発した天才科学者。遮熱の大知の近くでバーを営む。裏には現代科学の粋を集めたガレージがある。
＜本名の読みを変えたもの＞
流鏑馬 温子（）
演 - 優希
シーズン2で人事異動のため涼と入れ替わりに第三企画営業部に入ってきた。涼の大学の後輩であり、涼と同じくヒーローオタクで口が達者。お世辞が上手い。
＜涼（涼しい）の対義語＞

### 第一企画営業部
中割 力也（）
演 - 比嘉恭平
第一企画営業部部長。35歳。売上ゼロで実態が分からない第三企画営業部を目の敵にしている。建広と麗子とは同期。シーズン2では第三の部長も兼任。
＜建広と仲が悪い → 仲わりい → 中割＞
小楠 呂満（）
演 - 椎名ユリア
第一企画営業部。
＜琉神マブヤーシリーズにおいてマングーチュ役＞
杭瀬 那月（）
演 - 棚原里帆
第一企画営業部。
＜琉神マブヤーシリーズにおいてくいな役＞

### 第二企画営業部
崎枝（） 部長
演 - リョーサ
シーズン2第3話に登場。
＜本名＞
羽生 蔵人（）
演 - 与那嶺圭一
シーズン2第3話に登場。
＜琉神マブヤーシリーズにおいてハブクラーゲン役＞

### シーズン3新キャラクター
漢那 栞奈（）
演 - 真栄城美鈴
大栄 収（）
演 - ベンビー
＜ハルサーエイカーにおいて収役 / 名字は本名の大嶺栄から＞

### ゲスト
社長
演 - 宮城裕一
シーズン1第5話に登場。古来から地鎮祭を行ってきた一族の末裔。秘密裏に第三企画営業部を使い、ランドゼイラを鎮めている。スポーツが得意。決め台詞は「いいよ！いいよいいよ！」
伊波 正仁（）
演 - アカバナー青年会
シーズン1第7話に登場。家のリフォームの為地鎮祭を行わずに井戸を壊そうとする等、土地を荒らす行為が宜保の怒りに触れる。
＜本名＞
山城 葵（）
演 - 小だいらくん
シーズン1第7話、シーズン2第1話に登場。シーズン1では伊波と共に宜保の攻撃を受けるが、シーズン2でもランドゼイラに遭遇し、負傷する。
＜コンビ名のわさびから＞
宜保 参堂亜（）
演 - 辺土名伸
シーズン1第9話に登場。風水に詳しく、地脈にも精通していた建築家だった。
Mr.Big（）
演 - レミー・Ｔ・モラヴィ
声 - 小橋川飛鳥
シーズン２第１話に登場。ハリウッド版大知マン。
Suzie（）
演 - ヴィクトリア・Ａ・キラム
声 - 翁長梨花
シーズン2第1話に登場。ハリウッド版涼。
Dr.Tiger（）
演 - クリストファー・Ｊ・フェントン
声 - 辺土名伸
シーズン2第1話に登場。ハリウッド版津波。
Oddy（）
演 - 小渡俊彰
シーズン2第1話に登場。ハリウッド版ランドゼイラ。
＜小渡の愛称＞
我那覇 香里奈（）
演 - ナツコ
シーズン2第1話に登場。シーズン１で我那覇椎太が大知マンに除霊され気を失って倒れているところを介抱したのがきっかけとなり結婚。
＜エイカーズグランドマスターにおいて香里奈役＞
蛇ノ目 アリス（）
演 - 宝眞榮 日也美
シーズン2第3 - 4話に登場。ランドゼイラが見せた幻覚。
茶畑 麻弥
演 - 喜舎場泉
シーズン2第3話に登場。第二に異動した涼が初めて訪問した客。
＜琉神マブヤーシリーズにおいてマヤ役＞
社長祖父
演 - 宮城裕一
シーズン2第7話に登場。生前の宜保の計画を阻んだ。
麗子の夫
演 - ゴギョウ・クリストファー
シーズン2第7話に登場。子供３人を連れて実家のあるミュンヘンに旅行中。
麗子の子どもたち
演 - ゴギョウ・そら、ゴギョウ・夢、津嘉山龍臣
シーズン2第7話に登場。
片折 真一
演 - 亀島公輝
シーズン3第1話に登場。
尚 翔太
演 - 津波竜斗
シーズン3第1話に登場。
＜ミラクルシティコザにおいて翔太役＞
辺土名 彼方
演 - 山内和将
シーズン3第1話に登場。
＜ミラクルシティコザにおいて辺土名役＞
仲宗根 夢走
演 - 垣花拓俊
シーズン3第1話に登場。
＜疫《えやみ》～ナヒヤサマの呪い～において仲宗根役＞

### ランドゼイラ
我那覇 椎太（）
演 - 末吉功治
シーズン1第1話に登場、炎を操る。遮熱の大知の完成見学会で取り憑かれ、涼を追いかけて来た。シーズン2第1話では瞬間移動を使う。
＜琉神マブヤーシリーズにおいて龍神ガナシー役＞
嘉那井 肇（）
演 - 知念臣悟
シーズン1第2話に登場、ものを腐食させる。大知マンのシールドも完全に溶かすほどの力がある。
＜琉神マブヤーにおいて初代琉神マブヤー / カナイ役＞
波瑠沙 藍（）
演 -  伊禮友希恵
シーズン1第3話に登場。物質を浮かせるなどサイコキネシスを使う。
＜ハルサーエイカーにおいてハルサーアイのスーツアクター＞
久場 健友（）
演 - 比嘉健雄
シーズン1第4話に登場。複数に憑くランドゼイラの片割れ。青いタオルを身に着けている。
＜琉神マブヤーシリーズにおいてクーバー2号役。県産パフォーマンス集団チョンダラーズにおいてブルー担当＞
名嘉眞 京平（）
演 - 堀川恭平
シーズン第話に登場。複数に憑くランドゼイラの片割れ。ビームを撃つ。赤いタオルを身に着けている。
＜闘牛戦士ワイドーにおいて名嘉眞勢矢 / ワイドーのアクション担当。県産パフォーマンス集団チョンダラーズにおいてレッド担当＞
演撃戦隊ジャスプレッソ
演 - 渡久地雅斗・眞境名あすか・竜斗
シーズン1第5話に登場。
島袋 浩二（）
演 - 佐久本宝
シーズン1第4話、6話に登場、電撃を操る。4話で複数に憑くランドゼイラの本体に取り憑かれる。シーズン2第6話では鉄を操る。
普久山 雅春（）
演 - 荒川真
シーズン1第8話に登場。宜保が自らの動きから目を反らせるために出現させたランドゼイラ。
＜マンハント (2017年の映画)において福山雅治のスタントマン＞
安次嶺 周（）
演 - 粒マスタード安次嶺
シーズン1第8話に登場。
＜本名＞
龍闘 ほたる
演 - ポークたまこ
シーズン1第8話に登場。
＜琉球ドラゴンプロレスリングのプロレスラー、ほたるは本名＞
第10話で宜保に取り憑かれた力也と共に出現するランドゼイラ
兼城翔太・川端普斗・石川珠蓮
暦本 貞治（）
演 - 小橋川飛鳥
シーズン1第10話に登場。シーズン２第２話ではエネルギーを吸収するため攻撃すればするほど強くなるランドゼイラに取り憑かれる。
＜闘牛戦士ワイドー2においてレッキ王役。「貞治」は王貞治から。＞
側野 仲雄
演 - 知花輝
シーズン1第10話に登場。シーズン2第9話では一度取り憑かれた経験のある者の一人として招集される。
＜安全+第一 大知マンにおいて大知マンスーツアクター。ガワ（スーツ）の中の人。＞
羽生 蔵人（）
演 - 与那嶺圭一
シーズン1第10話に登場。
小出 琢三
演 - 小渡俊彰
シーズン1第10話に登場。
永越 圭（）
演 - 笹井浩生
シーズン2第3 - 4話に登場。幻覚を見せる。
＜AHK＝悪の秘密結社の略称であり、笹井演じるシャベリーマンの顔にもAHKと書かれている＞
眞部 莉玖（）
演 - 村山靖
シーズン2第5話に登場。
＜別名義「琉球トム・クルーズ」でトム・クルーズそっくりさんとして活動。 トップガンのマーヴェリックから＞
徳木 銅羅夢（）
演 - 蔵元利貴
シーズン2第5話に登場。
＜蔵元の特技がドラム＞
大荷 海星（）
演 - 翁長武義
シーズン2第5話に登場。
＜ 琉神マブヤーシリーズにおいてオニヒトデービル役＞
薬師寺 蔡温（）
演 - 神里知弥
シーズン2第5話に登場。
＜現代版組踊 燃ゆる首里城外伝 朝薫伝において蔡温役、「薬師寺」は出身校の昭和薬科大学附属高等学校から＞
麦倉 颯斗
演 - 島袋寛之
シーズン2第8話に登場。鉄パイプを高温で熱し赤く発光させ、武器として扱う。

## 用語
ターゲンザー
大知パワードスーツ装着時に使用する腕時計型の端末。使用時はセキュリティのため、変身ポーズと「ターゲンジ大知マン」の発声を要する。
由来はスーツ装着時に発声する”ターゲンジ”。ドイツ語で装着を意味するターゲン（tragen）。涼が命名。
ランドゼイラ
いにしえから土地に棲む神々やマジムン、そこで亡くなった人間や動物の地縛霊など、土地に憑くもの全般を指す。良い地縛霊も居るが、地脈の乱れの影響で出現することがある。
土地に建物ができることを知ると、近くの人間に取り憑き、建設の妨害をする。憑依された人間は、ランドゼイラの能力を持つことができる。
英語で土地を意味するランド（land）と、ドイツ語で魂や霊魂を意味するゼイラ（seele）を組み合わせた造語。涼が命名。
大知マンとの戦闘で出来た傷は、霊を鎮めれば消える。通常言葉を発することは無い。
一度取り憑かれた経験のある者は、再び憑かれやすいという性質がある。
ガイストマップ
沖縄の霊的エネルギーの地図。第三企画営業部で常に監視されていて、ランドゼイラの反応があると大知マンに出動命令が下る。麗子が命名。
クガニヌアカチチ団（黄金の夜明け団）
かつて戦争で絶望した宜保参堂亜が作った秘密結社。荒廃した沖縄を霊的に改造することを目的とした。
石敢當
沖縄の建物にある魔除けの石碑。この中に仕込まれたセンサーで土地の霊を監視しており、霊の反応を感知するとガイストマップに信号が送られてくる。

## 武器・装備
墨つぼランチャー
ランドゼイラの除霊に使用する墨壺型装備。
右前腕部の装置から発射され、5つの杭とそれを結ぶ糸で構成されている。五芒星を形作るように杭を設置し、その中心にランドゼイラを閉じ込め除霊する。
杭を1つずつ発射する方法と、5つの杭を１度に発射し、空中で星型に展開させ、そのまま地面に設置する方法がある。最大同時射出は3発まで。
シーズン2では腕に装着されておらず、腰に差していて必要な時に取り出している。第3 話で改良され、ヘッドアーマーのセンサーで五芒星の5つの頂点の座標を計算して、墨壺ランチャーから五体のファンネルを発射。そのファンネルから高密度の墨を噴射し、結界を作る仕組みにグレードアップした。
手動の墨つぼ
シーズン2第4話で登場。先代大知マンが使っていた墨壺型装備。座標を割り出し、一つ一つ杭を刺して糸を張るため、五芒星を形成するまでに大変な手間と時間がかかる。
シールド
左前腕部に付属する可動式の盾。通常は格納されていて、状況に応じて展開することができる。投擲も可能。
ビーム
奇襲専用。スーツのパワーを集中させバカみたいにバッテリーを消費するため、使い勝手は悪い。「設計上の欠陥」と評されている。
光学迷彩
大知パワードスーツを透明化する機能。あくまでSNS対策であり、目でものを見ていないランドゼイラには通用しない。
目眩ましフージー
胸部の緑十字が展開し、強烈な光を発する。視界を奪うだけでなく除霊作用もあるため、ランドゼイラにも効果がある。
ジェット噴射
背部にあるユニットからエネルギーをジェット噴射することで、空を飛ぶことができるほか、空中での姿勢制御やダッシュ時の補助など、用途は多岐にわたる。

## 必殺技
ハイサイクル・パンチ／ハイサイクル・キック
略称『ハイサイパンチ／ハイサイキック』。高速・ハイサイクルで繰り出すパンチ＆キック。建広が危機的な状況にある時スーツが反応し発動する。
ダ・ダ・ダ　大知ダッシュ
エネルギーを脚部パーツに集中させることにより、超高速移動が可能になる。そのスピードを乗せたパンチやキックでランドゼイラを圧倒する。建広が命名。ダサすぎるため麗子はこの必殺技名を使用しない。

## 大知マン変身ポーズ
シーズン1第4話で涼が考案。ポーズ・掛け声共に涼考案だが決してヒーローオタクだからという訳ではなく、当初ターゲンザーさえあれば誰でも変身出来てしまうシステムであった為、あくまでもセキュリティを考慮した上のものである。
1. 両腕を胸元で交差
2. 「ターゲーンジー」と唱えながら大きな輪から安全第一
3. 最後は右手を前に「大知マン！」と叫ぶ

## スタッフ
- エグゼクティブプロデューサー - 宮城裕一
- 企画・総合プロデューサー・アクション監督 - 翁長大輔
- プロデューサー - 金城勝志、山城直治、比嘉洋
- 主題歌 - きいやま商店
- 撮影 - 津嘉山竜太
- 制作統括 - 星野未来
- 衣装・メイク - 宮城千夏（キャッツアイ）、古謝弥生（キャッツアイ）
- スタント・ワイヤーコーディネーター - 荒川真
- 広告デザイン - 大城和久
- 音楽 - スエヨシヒデユキ
- VFX監修・VFX - 平良隆一（チームなっちゃん）
- VFX - 勾坂正宏（チームなっちゃん）
- 編集 -辺土名伸
- 脚本・演出 - 川端匠志

## 主題歌

### オープニングテーマ
- 「安全第一 大知マン」
  - 作詞・作曲：きいやま商店
  - 編曲・演奏：イクマあきら
  - 歌：きいやま商店

### シーズン1エンディングテーマ
- 「大知マンのバラード」
  - 作詞・作曲：川端匠志
  - 編曲：辺土名伸
  - うた：シン＆ショウジ
  - コーラス：平良隆一・津嘉山竜太

シーズン２第１話でハリウッド版大知マンのエンディングテーマにも使用されている。

### シーズン2エンディングテーマ
- 「気分はDA・DA・DA」
  - 作詞：川端匠志
  - 作曲：辺土名伸
  - 編曲：NEED LEAD USER
  - うた：SUZU＆ATSUKO

### シーズン3エンディングテーマ
- 「今夜はエクスプロージョン」
  - 作詞：川端匠志
  - 作曲：川端匠志
  - 編曲：辺土名伸
  - うた：Reiko＆Rikiya

## 放映リスト

### 沖縄テレビ
| シーズン１ |                |                        |
| 話数       | 放送日         | タイトル               |
| 第一話     | 2020年 1月25日 | 運命の翼               |
| 第二話     | 2月1日         | 背信の門               |
| 第三話     | 2月8日         | 暗黒への飛翔           |
| 第四話     | 2月15日        | 頭脳改革               |
| 第五話     | 2月22日        | 激鉄                   |
| 第六話     | 2月29日        | 顚落への道             |
| 第七話     | 3月7日         | この森の静寂の中で     |
| 第八話     | 3月14日        | 背徳の掟               |
| 第九話     | 3月21日        | 復讐の叫び             |
| 第十話     | 3月28日        | マスターオブリアリティ |

| シーズン2 |                 |                      |
| 話数      | 放送日          | タイトル             |
| 第一話    | 2021年 10月23日 | 流れよ我が涙         |
| 第二話    | 10月30日        | 渚にて               |
| 第三話    | 11月6日         | 鳥の歌今は絶え       |
| 第四話    | 11月13日        | 結晶世界             |
| 第五話    | 11月20日        | 星を継ぐもの         |
| 第六話    | 11月27日        | 所有せざる人々       |
| 第七話    | 12月4日         | 影が行く             |
| 第八話    | 12月11日        | 月は無慈悲な夜の女王 |
| 第九話    | 12月18日        | 闇に囁くもの         |
| 第十話    | 12月25日        | 幼年期の終り         |

| シーズン3 ドーン・オブ・ザ・ゴースト |                |                  |
| 話数                                 | 放送日         | タイトル         |
| 第一話                               | 2024年 1月13日 | 通りの神秘と憂鬱 |
| 第二話                               | 1月20日        | 無垢と経験の歌   |
| 第三話                               | 1月27日        | 溶ける魚         |
| 第四話                               | 2月3日         | 新精神と詩人たち |
| 第五話                               | 2月10日        | 午後の網目       |
| 第六話                               | 2月17日        | 降りてくる夜の影 |
| 第七話                               | 2月24日        | 抽象的な籠       |
| 第八話                               | 3月2日         | 沈黙の眼         |
| 第九話                               | 3月9日         | 呪われた部分     |
| 第十話                               | 3月16日        | 静寂の選択       |
| 第十一話                             | 3月23日        | 聖なる陰謀       |
| 最終話                               | 3月30日        | 空の青み         |

## ソフト化商品
|   | 種類        | 発売日         | 作品名                          | 概要 |
| - | ----------- | -------------- | ------------------------------- | --- |
| 1 | Blu-ray/DVD | 2020年09月02日 | 安全+第一 大知マン              | シーズン１全10話を収録。8月28日にyoutubeにて先行販売が行われ、台風が接近していたため前倒しで発送され、地域によっては発売日よりも早く到着した。 |
| 2 | CD          | 2021年10月23日 | 安全＋第一 大知マン SUPER BEST! | 番組に使用されている主題歌やエンディングテーマを収録した6曲（歌入り3曲＋カラオケ3曲）入りミニアルバム形式のオリジナルサウンドトラック。        |